# Pierre de Schiervel
Pierre Leonard Louis Marie Baron de Schiervel (* 10. Februar 1783 in 's-Gravenvoeren, Provinz Limburg, Belgien; † 4. November 1866 in Rotem, Provinz Limburg, Belgien) war ein belgischer Politiker der Katholischen Partei und Präsident des Senats.

## Biografie
1813 ließ er sich auf Schloss Ommerstein in Rotem nieder und wurde 1825 Bürgermeister von Rotem. 1830 gehörte er als Vertreter von Roermond als Mitglied dem Nationalkongress an. Dieser wählte Leopold I. zum ersten König der Belgier, nachdem der ursprüngliche Kandidat Louis d’Orléans, duc de Nemours aufgrund heftiger Intervention Londons fallengelassen wurde.
Nach der Gründung Belgiens wurde er 1831 Mitglied des Senats und gehörte diesem bis 1848 an. Daneben war er von 1837 bis 1843 Gouverneur der Provinz Ostflandern.
Zwischen dem 13. November 1838 und dem 27. Mai 1848 war er Präsident des Senats von Belgien. Zugleich war er von 1843 bis 1857 Gouverneur der Provinz Limburg. Nachdem ein Gesetz 1848 die gleichzeitige Mitgliedschaft im Senat und die Tätigkeit als Provinzgouverneur verbot, trat er als Senator zurück und blieb Gouverneur von Limburg. Als solcher setzte er sich für den Ausbau des Straßennetzes, die Landwirtschaft, Bildung und Volksgesundheit ein.
Zu seinen Ehren wurde ein Teil des Groene Boulevard, der heutigen R70, in Hasselt in Schiervellaan benannt.